# Calymmaria lora
Calymmaria lora är en spindelart som beskrevs av Chamberlin och Ivie 1942. Calymmaria lora ingår i släktet Calymmaria och familjen panflöjtsspindlar. Inga underarter finns listade.